# Rhodacarus roseus
Rhodacarus roseus är en spindeldjursart som beskrevs av Oudemans 1902. Rhodacarus roseus ingår i släktet Rhodacarus och familjen Rhodacaridae. Inga underarter finns listade i Catalogue of Life.